# Alice Cooper
Alice Cooper, ameriški rock pevec, tekstopisec in glasbenik, * 4. februar 1948. 
V odrskih nastopih vključuje med drugim giljotine, električne stole, umetno kri in udave, ki ga orisujejo kot človeka iz grozljivk in varietéja ter ga med drugim kot glasbenika uvrščajo med zvrsti heavy metala in garažnega rocka, poleg tega pa je pionir teatralne zvrsti rock glasbe, ki je postala poznana pod imenom shock rock. 